# Unterseeboot UC-26
Pour les autres navires du même nom, voir Unterseeboot 26.
L'Unterseeboot UC-26 est un sous-marin (U-Boot) mouilleur de mines allemand de type UC II utilisé par la Kaiserliche Marine pendant la Première Guerre mondiale. Le U-boot a été commandé le 29 août 1915 et lancé le 22 juin 1916. Il a été mis en service dans la marine impériale allemande le 18 juillet 1916 sous le nom de UC-26. En neuf patrouilles, l'UC-26 a coulé 39 navires, soit par ses torpilles, soit par les mines qu’il a posées. L'UC-26 a été éperonné et coulé par le HMS Milne au large de Calais le 8 mai 1917.

## Conception
Sous-marin de type UC II, l'UC-26 avait un déplacement de 400 tonnes en surface et de 480 tonnes en plongée. Il avait une longueur hors tout de 49,45 m, un maître-bau de 5,22 m et un tirant d'eau de 3,68 m. Le sous-marin était propulsé par deux moteurs diesel 6 cylindres à quatre temps produisant chacun 250 ch (180 kW), soit un total de 500 ch (370 kW), et par deux moteurs électriques produisant 460 ch (340 kW), actionnant deux arbres d'hélice.
Le sous-marin avait une vitesse maximale de 11,6 nœuds (21,5 km/h) en surface et de 6,6 nœuds (12,2 km/h) en immersion. Son autonomie était de 10040 milles marins (18 590 km) à 7 nœuds (13 km/h) en surface, et de 53 milles marins (98 km) à 4 nœuds (7,4 km/h) en immersion. Il lui fallait 48 secondes pour plonger, et il était capable d’opérer à une profondeur maximale de 50 mètres.
L’UC-26 était équipé de trois tubes lance-torpilles de 500 mm, un à l’arrière et deux à l’avant, avec sept torpilles, et d’un canon de pont de 8,8 cm SK L/30. Mais son arme principale était ses six puits de mine de 1 000 mm portant dix-huit mines UC 200. Son effectif était de vingt-six membres d’équipage.

## Affectations
- Flottilles des Flandres : du 12 septembre 1916 au 8 mai 1917

## Commandants
- Oberleutnant zur See Matthias Graf von Schmettow : du 18 juillet 1916 au 8 mai 1917

## Navires coulés
| Date              | Nom                 | Nationalité    | Tonnage | Destin    |
| ----------------- | ------------------- | -------------- | ------- | --------- |
| 23 septembre 1916 | Prinsessan Ingeborg | Suède          | 3670    | Endommagé |
| 30 septembre 1916 | Maywood             | United Kingdom | 1188    | Coulé     |
| 30 septembre 1916 | William George      | United Kingdom | 151     | Coulé     |
| 1 octobre 1916    | Vanellus            | United Kingdom | 1797    | Coulé     |
| 1 octobre 1916    | Villebois Mareuil   | France         | 32      | Coulé     |
| 3 octobre 1916    | Ada                 | Norvège        | 1111    | Coulé     |
| 4 octobre 1916    | Risholm             | Norvège        | 2550    | Coulé     |
| 5 octobre 1916    | Isle of Hastings    | United Kingdom | 1575    | Coulé     |
| 13 octobre 1916   | Mercator            | Finlande       | 2827    | Coulé     |
| 27 octobre 1916   | Blanc Nez           | France         | 247     | Coulé     |
| 28 octobre 1916   | HMHS Galeka         | Royal Navy     | 6772    | Coulé     |
| 30 octobre 1916   | Saint Hubert        | France         | 216     | Coulé     |
| 1 novembre 1916   | Torpilleur 300      | France         | 99      | Coulé     |
| 15 novembre 1916  | Saint Leonards      | United Kingdom | 4574    | Endommagé |
| 16 novembre 1916  | HMT Anthony Hope    | Royal Navy     | 288     | Coulé     |
| 16 novembre 1916  | Joachim Brinch Lund | Norvège        | 1603    | Coulé     |
| 16 novembre 1916  | San Nicolao         | Portugal       | 2697    | Coulé     |
| 17 novembre 1916  | Monmouth            | United Kingdom | 4078    | Endommagé |
| 19 novembre 1916  | Finn                | Norvège        | 3806    | Coulé     |
| 21 novembre 1916  | Cap Lihou           | France         | 252     | Coulé     |
| 22 novembre 1916  | Brierton            | United Kingdom | 3255    | Coulé     |
| 22 novembre 1916  | Trym                | Norvège        | 1801    | Coulé     |
| 23 novembre 1916  | Dansted             | Danemark       | 1499    | Coulé     |
| 25 novembre 1916  | Alfred de Courcy    | France         | 164     | Coulé     |
| 25 novembre 1916  | Malvina             | France         | 112     | Coulé     |
| 10 décembre 1916  | Strathalbyn         | United Kingdom | 4331    | Coulé     |
| 28 janvier 1917   | Egret               | Empire russe   | 4055    | Coulé     |
| 28 janvier 1917   | Argo                | Norvège        | 1261    | Coulé     |
| 28 janvier 1917   | Heimland I          | Norvège        | 505     | Coulé     |
| 7 février 1917    | Noella              | France         | 277     | Coulé     |
| 16 février 1917   | SS Mona's Queen     | United Kingdom | 1200    | Endommagé |
| 10 avril 1917     | HMS P26             | Royal Navy     | 613     | Coulé     |
| 10 avril 1917     | HMHS Salta          | Royal Navy     | 7284    | Coulé     |
| 11 avril 1917     | HMT Amy             | Royal Navy     | 270     | Coulé     |
| 11 avril 1917     | Branksome Hall      | United Kingdom | 4262    | Endommagé |
| 11 avril 1917     | Duchess of Cornwall | United Kingdom | 1706    | Coulé     |
| 13 avril 1917     | Gambetta            | France         | 39      | Coulé     |
| 14 avril 1917     | Tom                 | Espagne        | 2413    | Coulé     |
| 18 avril 1917     | Surcouf             | France         | 195     | Coulé     |
| 19 avril 1917     | Senator Dantziger   | United Kingdom | 164     | Coulé     |
| 2 mai 1917        | Certo               | Norvège        | 1629    | Coulé     |
| 2 mai 1917        | HMS Derwent         | Royal Navy     | 555     | Coulé     |
| 3 mai 1917        | Ussa                | United Kingdom | 2066    | Coulé     |
| 8 mai 1917        | Iris                | United Kingdom | 75      | Coulé     |